# Solvärme

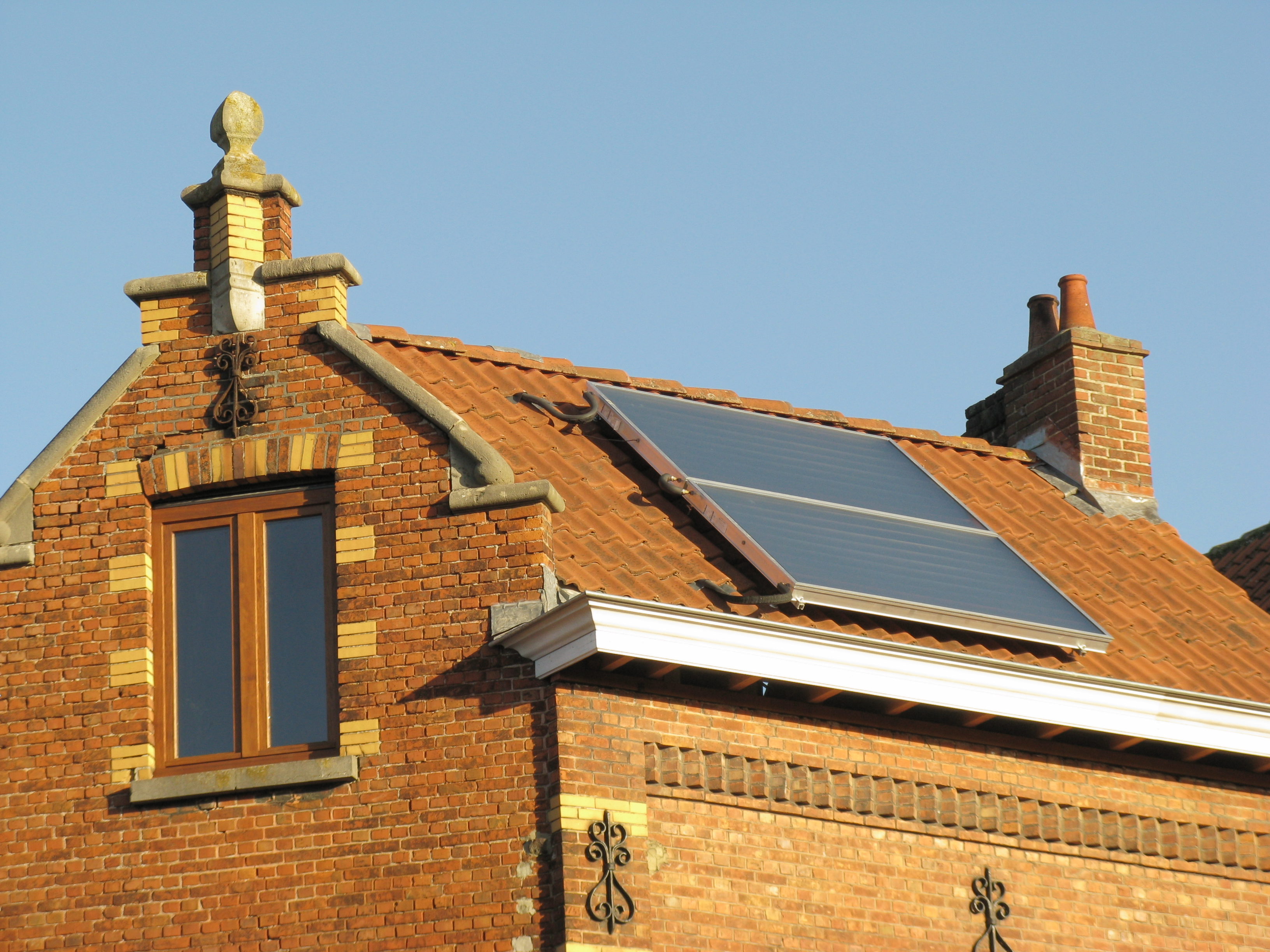
Solfångare på tak

Solvärme är ett samlingsnamn för den teknik som omvandlar solens strålningsenergi till värme. Det avser i dagligt tal hela solvärmesystemet som tar hand om och lagrar värmeenergi. Detta sker normalt med solfångare som energisamlare. Denna teknik ska ej sammanblandas med solcellstekniken för elproduktion.

## Solvärmesystem
Det finns olika typer av solvärmesystem med delvis olika användningsområden. Solvärmesystemets grund är solfångaren, vars uppgift är att omvandla den infallande solstrålningen till värme. Värmen leds vidare av systemet till något nyttigt ändamål. 
Vätskeburen solvärme består av en solfångare som innehåller vatten och någon form av frostskyddsmedel, eller en särskild solvärmeolja. Oljan har fördelen att den inte kokar så lätt (ca 200 °C). Luftburen solvärme har en konstruktion som har som uppgift att värma upp luft direkt. Den luftburna varianten har en mindre komplicerad konstruktion, vilket gör den billigare. Den vätskeburna kan styras till olika användningsområden som att värma tappvarmvatten, byggnader eller till exempel en pool. Om en ackumulatortank kopplas in kan energin lagras över dygnet.
Solvärmesystem kombineras med annan värmeförsörjning under vinterhalvåret.  Den vanligaste kombinationen är vedpanna med ackumulator, men solvärmesystem kombineras också med pelletpannor och värmepumpar.
År 1948 började Mária Telkes och arkitekten Eleanor Raymond arbeta på Dover Sun House, ett av världens då första soluppvärmnda hus. Huset värmdes av ett system som utformades så att natriumsulfat fick smälta i ett soluppvärmt utrymme. 
Dagtid förde fläktar luft genom det varma utrymmet och via kanaler ut till husets rum, nattetid fördes luft genom samma utrymme där saltet då svalnade och avgav sin lagrade värme.